# Microsoft Foundation Classes
Бібліотека Microsoft Foundation Classes (MFC) дає можливість розробляти GUI-застосунки для Microsoft Windows на мові C++ з використанням багатого набору бібліотечних класів. Велика частина MFC є відносно тонким об'єктно-орієнтованим шаром над Windows API. Це рішення, з одного боку, підвищує продуктивність, але, з другого боку, успадковує всі недоліки дизайну Windows API і перешкоджає перенесенню програм на інші платформи.

## Історія
Перша версія MFC була випущена разом з сьомою версією 16-розрядного компілятора мови C/C++ компанії Microsoft в 1992 році. Для тих, хто займався розробкою застосунків з використанням API функцій, пакет MFC обіцяв вельми значне підвищення продуктивності процесу програмування.
Однією з примітних особливостей MFC є префікс «Afx», використаний в іменах багатьох функцій, макросів і назві стандартного заголовного файлу «stdafx.h». На ранній стадії розробки, те, що згодом стало називатися MFC, мало назву «Application Framework Extensions» і абревіатуру «Afx». Рішення змінити назву на Microsoft Foundation Classes (MFC) було ухвалене надто пізно, щоб міняти згадки Afx в коді.
Object Windows Library (OWL), розроблена компанією Borland для роботи з власним компілятором C++, була конкуруючим продуктом, представленим в той же період. Урешті-решт Borland припинила розробку OWL і придбала короткострокову ліцензію на використання бібліотек для роботи з MFC, але так і не запропонувала повної підтримки MFC в своїх продуктах. Пізніше Borland випустила Visual Component Library як заміну OWL.
MFC 8.0 було випущено з Visual Studio 2005. MFC 9.0 було випущено у складі Visual Studio 2008. 7 квітня 2008 року Microsoft випустила оновлення класів MFC як позасмугове оновлення для Visual Studio 2008 та MFC 9.  Оновлення містить нові конструкції користувацького інтерфейсу, зокрема стрічки та пов'язані з ними віджети, повністю настроювані панелі інструментів, док-панелі, які можна вільно переміщувати або прикріплювати до будь-якої сторони, а також вкладки документів.
Увага компанії Microsoft на MFC була ослаблена на користь Microsoft .NET Framework. Проте, попри це, MFC як і раніше залишається популярною серед розробників.

## Версії
| Версія продукта                       | Версія MFC                                                                     | Рік випуску   |
| ------------------------------------- | ------------------------------------------------------------------------------ | ------------- |
| Microsoft C/C++ 7.0                   | MFC 1.0                                                                        | 1992          |
| Visual C++ 1.0                        | MFC 2.0 (введена архітектура документ-представлення)                           |               |
| Visual C++ 1.5                        | MFC 2.5 (реалізована підтримка технологій ODBC і drag-and-drop)                |               |
| Visual C++ 1.52c                      | MFC 2.5 (остання платформа розробки для MS Windows 3.x)                        |               |
| Visual C++ 2.0                        | MFC 3.0 (з'явилася можливість реалізації багатозадачності і підтримка Unicode) |               |
| Visual C++ 2.1                        | MFC 3.1                                                                        |               |
| Visual C++ 2.2                        | MFC 3.2                                                                        |               |
| Visual C++ 4.0                        | MFC 4.0 (mfc40.dll включена в склад Windows 95)                                | серпень 1995  |
| Visual C++ 4.1                        | MFC 4.1                                                                        |               |
| Visual C++ 4.2                        | MFC 4.2 (mfc42.dll включена в початкові випуски Windows 98)                    | березень 1998 |
| eMbedded Visual C++ 3.0               | MFC 4.2 (mfc42.dll)                                                            |               |
| Visual C++ 5.0                        | MFC 4.21 (mfc42.dll), значне оновлення MFC 4.2.                                |               |
| Visual C++ 6.0                        | MFC 6.0 (mfc42.dll)                                                            | 1998          |
| eMbedded Visual C++ 4.0               |                                                                                |               |
| Visual C++ .NET 2002 (Visual C++ 7.0) | MFC 7.0 (mfc70.dll), .NET 1.0                                                  | лютий 2002    |
| Visual C++ .NET 2003 (Visual C++ 7.1) | MFC 7.1 (mfc71.dll), .NET 1.1                                                  | квітень 2003  |
| Visual C++ 2005 (Visual C++ 8.0)      | MFC 8.0 (mfc80.dll), .NET 2.0                                                  | жовтень 2005  |
| Visual C++ 2008 (Visual C++ 9.0)      | MFC 9.0.21022 (mfc90.dll), .NET 3.5                                            | листопад 2007 |
| Visual C++ 2008 with Feature Pack     | MFC 9.0.30411 (mfc90.dll)                                                      | квітень 2008  |
| Visual C++ 2008 SP1                   | MFC 9.0.30729 (mfc90.dll)                                                      | серпень 2008  |
| Visual C++ 2010                       | MFC 10.x(?), .NET 4.0                                                          | ~ 2010        |

## Виноски
1. 1 2  Microsoft Visual C++ 2008 Feature Pack
2. 1 2  Microsoft Visual C++ 2008 Feature Pack Redistributable Package (x86)
3. ↑  Visual C++ Express Overview
4. ↑  Visual C++ 2008 Feature Pack shipped. Blogs.msdn.com. Процитовано 26 квітня 2008.
5. ↑  Quick Tour of New MFC functionality. Blogs.msdn.com. Процитовано 10 вересня 2019.
6. 1 2  Бібліотека MFC не входить в Visual Studio редакції Express

### Офіційні
- MSDN MFC Reference [Архівовано 16 грудня 2007 у Wayback Machine.]
- MSDN MFC newsgroup
- MFC: Visual Studio 2005 and Beyond [Архівовано 24 жовтня 2007 у Wayback Machine.]
- An Inside Look At The Next Generation Of Visual C++ (covers the major MFC 9 updates)

## Дивись також
- Active Template Library
- Windows Template Library (WTL) — полегшена альтернатива бібліотеці MFC